# Mythologie guaranie
La mythologie guaraníe fait référence aux croyances du peuple guarani localisé dans la zone amazonienne de l'Amérique du Sud, et plus spécialement les peuples originaires du Paraguay et des régions entourant l'Argentine, le Brésil, et la Bolivie.

## Vue d'ensemble
Il n'existe aucune trace écrite des anciens mythes et des légendes associés au peuple guaraní. La langue guaraníe ne fut transposée sous forme écrite qu'avec l'arrivée des Jésuites qui développèrent une graphie et une grammaire propre. Avant cela, la totalité de leurs croyances religieuses n'était donc transmise que par voie orale. Ceci explique pourquoi les récits sur les dieux, et les mythes et légendes associés, peuvent varier d'une région à une autre. Les différences régionales peuvent être tellement importantes qu'elles attribuent parfois un rôle différent à une même divinité.
Bien qu'un grand nombre de peuples d'origine guaraníe se soient intégrés à la société moderne et que leurs croyances aient été altérées ou remplacées par le christianisme (en grande partie provoqué par le travail d'évangélisation des missionnaires jésuites du XVIe siècle), plusieurs de leurs croyances profondes sont toujours en vigueur dans les zones rurales de la région guaraníe. Les mythes et légendes peuvent ainsi se perpétuer à notre époque.

## Mythes fondateurs
Contrairement à ce que l'on pensait, le peuple guaraní n'était pas monothéiste. Aussi, bien que Tupá fut une divinité de premier ordre, il existait d'autres dieux suprêmes qui créèrent la "Terre sans Mal" et qui sont à l'origine des autres dieux. Les missionnaires jésuites tireront avantage de la place centrale de Tupá en l'identifiant au dieu chrétien pour détourner le sens initial du grand mythe fondateur.

### Théogonie et cosmogonie guaraníes
Les Guaranís croyaient qu'à l'origine des temps était le chaos, formé de la nébuleuse primitive (Tatachina) et des vents originels. Ñamandú, aussi appelé Ñanderuvusú, Ñanderuguasu ("notre grand-père") ou Ñanderu pa-patenonde ("notre premier ancien grand-père") se créa lui-même à partir du chaos.
Le processus d'autocréation de Ñamandú se divise en étapes, à la manière d'une plante : il se basa sur ses racines (les divines plantes des pieds), étendit ses branches (des bras avec des mains bourgeonnantes de doigts et d'ongles), construisit sa cime (un diadème de fleurs et de plumes Yeguaka) et se dressa comme un arbre. Une fois sa création achevée, le cœur de Ñamandú commença à rayonner, ce qui élimina les ténèbres primitives. Il décida ensuite de créer la Parole Créative (Ayvú) qui sera par la suite confiées aux humains pour permettre le développement du langage.
Il termina la création de son corps en générant les autres dieux principaux qui l'aideront à accomplir sa lourde tâche : Ñanderu py'a guasu (le père des mots, littéralement "Notre père au grand cœur"), Karaí (le maître des flammes et du feu solaire), Yakairá ou Yaraira (le maître de la brume, du brouillard et de la fumée de pipe que respirent les chamans) et Tupã (le maître des eaux, des pluies et du tonnerre). Il leur fut accordé la conscience de leur propre divinité et l'essence sacrée de l'Ayvú.
Les quatre compagnons procédèrent alors à la création de la première Terre. Ñamandú croisa deux bâtons indestructibles et posa la Terre dessus. Afin de s'assurer que les vents originels ne l'emporteraient pas, il l'attacha à l'aide de cinq palmes sacrées : une au centre et les quatre autres à chaque extrémité. Une en direction de la demeure de Karaí (vers l'ouest), la seconde en direction de l'origine des vents nouveaux (au nord), la troisième vers la demeure de Tupã (à l'est) et la quatrième en direction de l'origine de l'espace-temps primitif (au sud). Le firmament repose sur ces colonnes.
À côté de cette terre, nommée Yvy Tenonde (la Terre Originelle), il créa la mer, puis le jour et la nuit. Ils commencèrent à la peupler d'animaux et à créer les premières plantes. Les hommes apparurent par la suite et cohabitèrent avec les dieux. Les hommes, les animaux et les plantes qui habitent ce monde ne sont qu'un simple reflet de ceux créés à l'origine par Ñamandú.

### Le cycle des deux frères
Ñamandú rencontra Ñanderu Mba'ekuá ("notre père savant") et lui proposa y de partir en quête d'une femme. Pour cela, ils construisirent un récipient de glaise et le recouvrirent. Quand ils le rouvrirent, Ñandesy ("notre mère") en ressortit.
Ñandesy fit l'amour avec les deux dieux et engendra un fils de chacun. Quand Ñamandú eut vent de l'adultère de sa femme, il récupéra ses affaires et se retira dans sa demeure céleste. Abandonnée, Ñandesy partit à la recherche de son mari mais elle se perdit en chemin et fut dévorée par des jaguars avant d'avoir pu accoucher. Néanmoins, étant d'origine divine, les enfants survécurent et furent nourris par la grand-mère des jaguars. Les jumeaux se prénommaient Ñanderyke'y (le grand frère), fils de Ñamandú; et Tyvra'i (le petit frère), fils de Ñanderu Mba'ekuá.
Après une succession d'aventures et de mésaventures, les problèmes continuèrent avec Añá (l'oncle mais néanmoins ennemi des jumeaux) qui tenta de leur rendre la vie impossible. Les deux frères réussirent à se mettre à l’abri en rejoignant la demeure éternelle de Ñamandú. Ils y retrouvèrent également leur mère qui avait été ressuscitée par son époux. Une fois là-bas, Ñamandú leur accorda des pouvoirs divins et attribua le contrôle du Jour à Ñanderyke'y, qui changea alors de nom pour Ñanderu Kuarahy (“notre père le Soleil”), et celui de la nuit à Tyvra'i, qu'on appela alors Ñanderu Jasy (“notre père la Lune”).

### Le cycle du Déluge

#### Destruction de la première Terre et création de la seconde Terre
Sur Yvy Tenonde, la première Terre, les hommes vivaient aux côtés des dieux. Ils ne manquaient de rien et ils ne tombaient jamais malades. Cependant, l'un d'eux, nommé Jeupié, transgressa le plus grand des tabous : l'inceste, en couchant avec la sœur de son père. Les dieux punirent cet acte par un déluge (Mba'e-megua guasu) qui détruisit la première Terre et ils partirent vivre dans les cieux.
Ñamandú décida alors de créer une deuxième Terre, imparfaite, et sollicita l'aide de Jakairá qui répandit la brume vivifiante sur la nouvelle terre. Les survivants du déluge s'installèrent alors sur cette nouvelle Terre où régnaient la maladie, les douleurs et les souffrances. Les hommes de cette nouvelle Terre, appelée Yvy Pyahu, cherchèrent dès lors à retourner vers la première Terre, la "Terre sans Mal".

#### La troisième Terre
Les mythes guaranís transmis par la tradition orale parlent d'une troisième reconstruction qui donnerait jour à une Terre sans imperfection. Malgré tout, bien qu'ils attendent l'arrivée de cette nouvelle Terre, les hommes peuvent avoir accès à Yvy maraẽ'ỹ dès lors qu'ils observent un comportement irréprochable vis-à-vis de la communauté. Ni les punitions, ni la malchance ou les épreuves n’existeront sur cette Terre mythique.

## Mythe guaraní de la Création
Tupã est la première figure qui apparaît dans la plupart des légendes guaraníes lors de la création du monde. Il s'agit du dieu suprême de toute création. Avec l'aide de la déesse lunaire, Arasy, Tupã descendit sur Terre sur une colline de la région d'Aregúa, au Paraguay, d'où il créa tout ce que l'on peut trouver à la surface de la Terre : océans, forêts, animaux... Il est dit également que les étoiles furent créées à cet instant.
Tupã donna ensuite naissance à l'humanité dans une cérémonie élaborée, où il façonna deux statues de glaise d'un homme et d'une femme, à partir de plusieurs éléments de la Nature. Après avoir insufflé la vie dans ces formes humaines, il les laissa en compagnie des esprits du Bien et du Mal. Selon la plupart des mythes guaranís, le peuple guaraní était le premier peuple à prendre vie, dont descendent ensuite toutes les autres civilisations.
La création de l'homme n'apparaît sous cette forme qu'à partir de l'évangélisation des jésuites qui « fusionnèrent » les diverses histoires et légendes de héros mythiques guaranís. Tout correspondait alors à la Genèse du point de vue de l'anthropogenèse.

## Humanité primitive

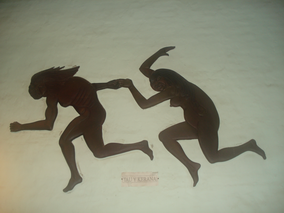
Tau et Kerana.

Les premiers humains à avoir été créés par Tupã était Rupave et Sypave, dont les noms signifient Père et Mère du peuple. Le couple eut trois fils et un grand nombre de filles. Le premier fils s'appelait Tumé Arandú, et était considéré comme l'homme le plus sage et comme le grand prophète du peuple guaraní. Le second, Marangatú, était un commandant bienveillant et généreux, et fut le père de Kerana, la mère des 7 monstres légendaires du mythe guaraní. Leur troisième fils, Japeusá, fut considéré dès sa naissance comme un menteur, un voleur et un escroc, qui n'agissait qu'à l'insu des gens pour en tirer avantage. Il finit par se suicider, en se noyant, mais ressuscita sous la forme d'un crabe, et depuis ce jour, tous les crabes sont condamnés à marcher à l'envers tout comme Japeusá.
Parmi les filles de Rupave et Supave, on trouve Porâsý qui se sacrifia courageusement pour débarrasser le monde de l'un des sept monstres légendaires en réduisant ses pouvoirs (et donc le pouvoir du Mal).
On considère que plusieurs des premiers humains ont effectué leur ascension à leur mort et devinrent ainsi des divinités mineures.

## Les sept monstres légendaires
Keranan, la magnifique fille de Marangatú, fut capturée par la personnification ou l'esprit du mal appelé Tau. Ensemble, ils eurent sept fils qui furent maudits par la déesse Arasy. Celle-ci les rendit tous monstrueux sauf un. Les sept sont des personnages de proue de la mythologie guaranie, et pendant que des dieux mineurs ou même les premiers hommes sont oubliés, ces sept-là restent vivaces dans la mémoire collective. Dans certaines zones rurales, ils sont encore vénérés.
Les sept enfants de Tau et Kerana sont, par ordre de naissance :
- Teju Jagua, le dieu des cavernes et des fruits ;
- Mbói Tu'i, le dieu des cours d'eau et des créatures aquatiques
- Moñái, le dieu des champs. Il fut vaincu par le sacrifice de Porâsý ;
- Jasy Jaterei, le dieu de la sieste, le seul à ne pas ressembler à un monstre ;
- Kurupi, le dieu de la sexualité et de la fertilité ;
- Ao Ao, le dieu des collines et des montagnes ;
- Luison, le dieu de la mort.

## Autres dieux et personnages importants
- Angatupry, l'esprit du Bien, l'opposé de Tau ;
- Pytajovái, le dieu de la guerre ;
- Pombero, l'esprit de la malice ;
- Caá Porá, fantasme féminin étrange et changeant de la jungle ;
- Caá Yarí, maitresse du maté, déesse des cheveux argentés et qui récompense les hommes en leur offrant l'herbe du maté ;
- Abaangui, le dieu à qui l'on attribue la création de la Lune ;
- Jurupari, un dieu qui ne peut être vénéré que par les hommes. Son culte n'est présent que dans des tribus isolées du Brésil ;
- Yande Yari, « la grand-mère », l'esprit de la rivière Parapetí en Bolivie.

## Sources
- (en) Cet article est partiellement ou en totalité issu de l’article de Wikipédia en anglais intitulé « Guarani mythology » (voir la liste des auteurs).

- (es) Cet article est partiellement ou en totalité issu de l’article de Wikipédia en espagnol intitulé « Mitología guaraní » (voir la liste des auteurs).